# Rico Rossi
Rico Rossi (* 22. Juni 1965 in Toronto, Ontario) ist ein ehemaliger italo-kanadischer Eishockeyspieler und heutiger -trainer. Zuletzt war er Cheftrainer der Dresdner Eislöwen aus der DEL2.

## Karriere

### Spielerkarriere
Der 1,74 m große Flügelstürmer spielte während seiner Collegezeit für das Team der Northeastern University im Spielbetrieb der National Collegiate Athletic Association und wechselte anschließend zum HC Milano Saima in die italienische Serie A, mit dem er 1991 Italienischer Meister wurde. Um keine Ausländerlizenz mehr zu belegen, nahm der Linksschütze bald die italienische Staatsbürgerschaft an und spielte bis zu seinem Karriereende 1995 für die Norditaliener. Einzige Ausnahme bildete eine kurze Rückkehr nach Nordamerika, wo der Angreifer 1992 eine Spielzeit lang für die Dallas Freeze in der Minor League Central Hockey League auf dem Eis stand.

### Trainerkarriere
Nach seiner aktiven Laufbahn übernahm Ricco Rossi im Jahr 1996 den deutschen Regionalligisten GEC Nordhorn, welchen er in nur zwei Jahren, auch bedingt durch die Auflösung der drittklassigen 2. Liga Nord, in die 2. Bundesliga führte. Nach der Trennung von den Niedersachsen im November 1998 unterschrieb der Kanadier einen Vertrag beim Drittligisten EV Duisburg, mit dem er allerdings zunächst den Aufstieg in die 2. Bundesliga verpasste. Nach drei Jahren wechselte Rossi zum ESV Bayreuth, der sich allerdings aufgrund von finanziellen Schwierigkeiten schon bald wieder vom neuen Trainer trennen musste. Nach einer kurzen Rückkehr zum inzwischen zweitklassigen EV Duisburg wurde der ehemalige Angreifer Assistent von Bill Stewart beim DEL-Rekordmeister Adler Mannheim. Zur Saison 2004/05 übernahm er die Profi-Mannschaft des Kooperationspartners Heilbronner Falken, mit denen er als Oberligameister 2007 in die 2. Bundesliga aufstieg. Rossi trainierte die Falken auch in der Saison 2009/10 in der 2. Bundesliga, nachdem er in den ersten beiden Zweitligajahren mit der Mannschaft das Play-off-Halb- beziehungsweise -Viertelfinale erreichen konnte. Im April 2013 wurde Rossi zum Sportdirektor der Falken ernannt, während Ken Latta den freien Trainerposten übernahm. Ab der Saison 2014/15 war Rossi Trainer der Kassel Huskies in der DEL2. In der Saison 2015/16 führte er die Huskies zum Gewinn des Meistertitels in der DEL2. Ende Oktober 2018 wechselte Rossi bei den Huskies nach einer sportlichen Negativserie vom Trainerposten ins Amt des Sportlichen Leiters.
Ab September 2019 war Rossi dann Cheftrainer bei den Dresdner Eislöwen. Im Dezember 2020 trennten sich die Eislöwen von Rossi nach nur 11 Punkten aus 14 Saisonspielen. Im November 2021 wurde er als Nachfolger des entlassenen Magnus Sundquist Trainer des HSC Csíkszereda, mit dem er 2022 die Erste Liga und die rumänische Meisterschaft gewann. Anschließend wurde er Generalmanager der Okanagan Hockey Academy in St. Pölten.

### Stationen
- 1996–1998: GEC Nordhorn
- 1998–2000: EV Duisburg
- 2000–2001: ESV Bayreuth
- 2001: EV Duisburg
- 2002–2004: Co-Trainer Adler Mannheim
- 2004–2013: Heilbronner Falken
- 2014–2018: Kassel Huskies
- 2019–2020: Dresdner Eislöwen
- 2021–2022: HSC Csíkszereda
- seit 2022: Okanagan Hockey Academy (General-Manager)

## Erfolge und Auszeichnungen
- 1991 Italienischer Meister mit dem HC Milano Saima
- 2007 Meister der Oberliga mit den Heilbronner Falken
- 2016 Meister der DEL2 (als Cheftrainer)

## Karrierestatistik
(Legende zur Spielerstatistik: Sp oder GP = absolvierte Spiele; T oder G = erzielte Tore; V oder A = erzielte Assists; Pkt oder Pts = erzielte Scorerpunkte; SM oder PIM = erhaltene Strafminuten; +/− = Plus/Minus-Bilanz; PP = erzielte Überzahltore; SH = erzielte Unterzahltore; GW = erzielte Siegtore; 1 Play-downs/Relegation; Kursiv: Statistik nicht vollständig)